# لیانا مسا
لیانا مسا (انگلیسی: Liana Mesa؛ زادهٔ ۲۶ دسامبر ۱۹۷۷) یک بازیکن والیبال اهل کوبا است.